# Siaalzuur

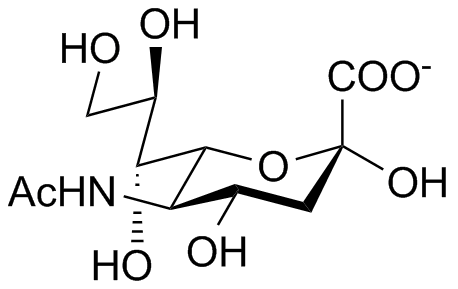
N-acetylneuraminezuur (Neu5Ac), een veelvoorkomend siaalzuur

Siaalzuren (Engels: sialic acid) vormen een klasse van α-ketozuursuikers, opgebouwd uit negen koolstofatomen. De term 'siaalzuur' komt van het Griekse σίαλον (síalon) 'speeksel', en werd in 1952 geïntroduceerd door de Zweedse biochemicus Gunnar Blix. Het meest voorkomende siaalzuur in de natuur is N-acetylneuraminezuur dat aanwezig is in de cellen van dieren en sommige prokaryoten.
Siaalzuren komen algemeen voor in dierlijke weefsels en in mindere mate in andere organismen, zoals in sommige microalgen, bacteriën en archaea. Siaalzuren zijn gewoonlijk onderdeel van glycoproteïnen, glycolipiden of andere glycanen. Ze vormen het uiteinde van suikerketens op het oppervlak van cellen of oplosbare eiwitten. In plantencellen zijn siaalzuren niet aangetoond.
Bij de mens is het siaalzuurgehalte het hoogst in de hersenen. Deze zuren spelen een belangrijke rol bij de ontwikkeling van zenuwverbindingen en synaptogenese. Er zijn meer dan vijftig verschillende siaalzuren bekend, die in feite allemaal gemodificeerde vormen zijn van neuraminezuur. Deze vormen zijn vaak weefselspecifiek. Siaalzuren binden aan lectine en hebben daarbij een rol in celadhesie. Verschillende virusfamilies, waaronder influenzavirussen, binden aan siaalzuren op het oppervlak van gastheercellen om een infectie tot stand te brengen.

## Structuur
De siaalzuren omvat meer dan vijftig derivaten van het koolhydraat neuraminezuur (een negen-suiker), maar deze zuren komen zelden vrij in de natuur voor. Over het algemeen zijn ze onderdeel van oligosacharideketens in mucines, glycoproteïnen en glycolipiden (met name gangliosiden). Ze vormen vaak de terminale, niet-reducerende uiteinden van dergelijke complexe koolhydraten. Op celniveau zijn siaalzuren vooral aanwezig aan de extracellulaire zijde van het plasmamembraan, waar ze herkend kunnen worden door eiwitten en belangrijke biologische functies vervullen.
De nummering van de koolstofatomen begint bij de carboxylaatgroep en loopt door langs de koolstofketen. Onderstaand zijn de alfa- en bèta-anomeren van N-acetylneuraminezuur (Neu5Ac) weergegeven. Het alfa-anomeer is de vorm die ontstaat wanneer het gebonden is aan glycanen. Vrij in oplossing bevindt het siaalzuur zich echter voornamelijk (meer dan 90%) in de bèta-anomeervorm. 